# Maciej Zajączkowski
Maciej Henryk Zajączkowski ps. „Drzewica” (ur. 19 kwietnia 1909 w Krakowie, zm. 9 października 1983 w Edynburgu) – major Wojska Polskiego, taternik, alpinista, leśnik (dr inż.), adiunkt SGGW w Warszawie, działacz środowiska powojennej emigracji.

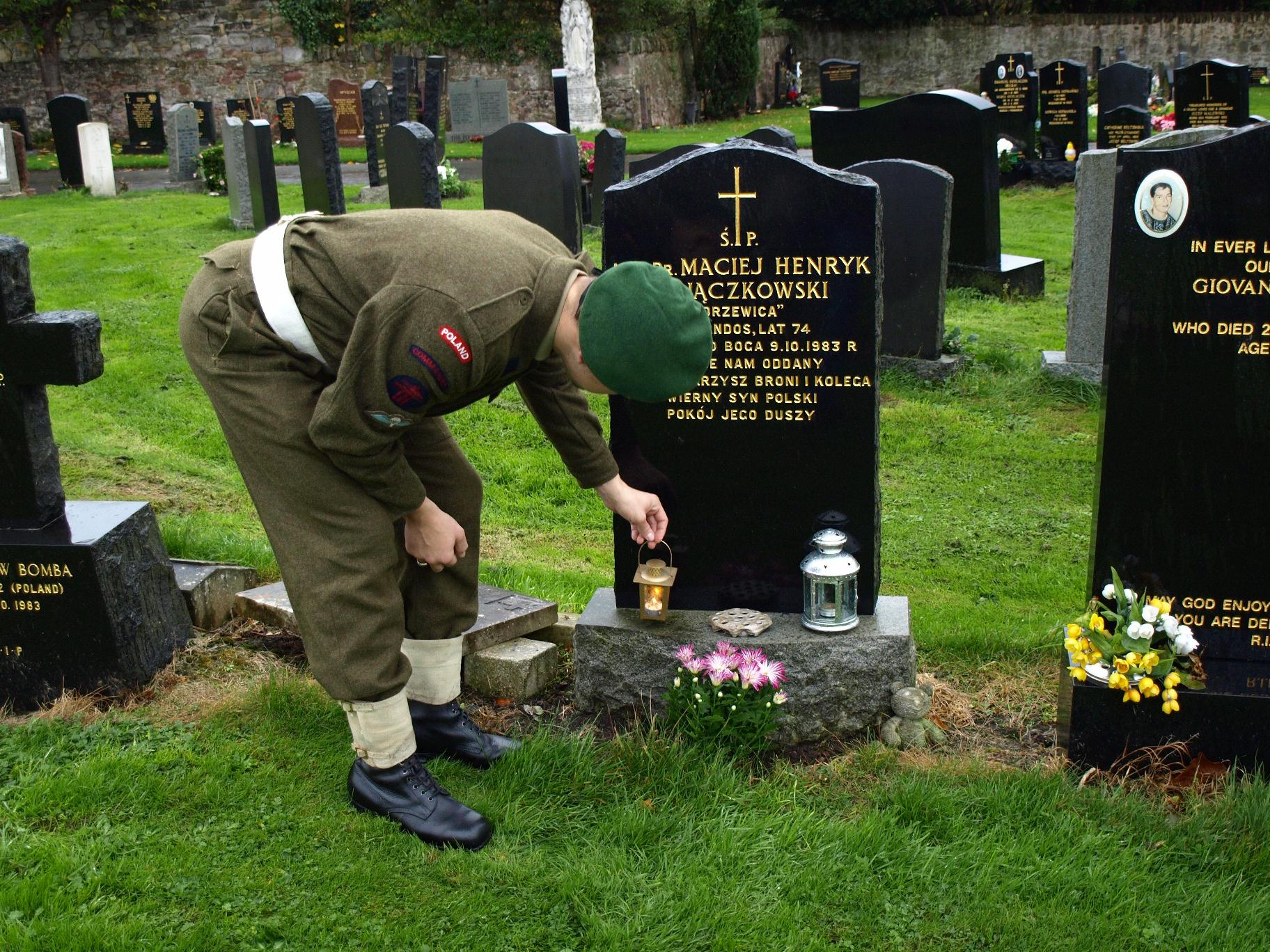
Członek Commando – Klubu Żołnierzy Rezerwy Ligi Obrony Kraju w Swarzędzu przy mogile majora Zajączkowskiego na cmentarzu Mount Vernon w Edynburgu

## Życiorys
Uczęszczał do IV Gimnazjum im. Henryka Sienkiewicza w Krakowie, a maturę uzyskał w 1927 w Gimnazjum im. Tadeusza Reytana w Warszawie. Ukończył studia w Szkole Głównej Gospodarstwa Wiejskiego w Warszawie, otrzymując w 1933 r. dyplom inżyniera leśnika, a w 1937 r. uzyskał w tej uczelni stopień naukowy doktora nauk leśnych. Od 1933 był członkiem zarządu KWOWPTT (Koło Wysokogórskie przy Oddziale Warszawskim Polskiego Towarzystwa Tatrzańskiego), zaś od 1936 do wybuchu wojny pełnił obowiązki wiceprezesa tej organizacji. Aktywnie uprawiał alpinizm, dokonując szeregu pionierskich wspinaczek, był również instruktorem taternictwa. Od 1932 r. zatrudniony w Zakładzie Hodowli Lasów SGGW, prowadził w Tatrach badania naukowe przyrodniczo-leśne, wydając wiele publikacji w pismach naukowych, m.in. szkic pt. Taternictwo i alpinizm na usługach nauki. Pisywał do fachowych periodyków „Wierchy”, „Taternik”, „Las Polski” oraz do innych czasopism: „Wszechświat”, „Światowid”, „Ilustrowany Kurier Codzienny”. Na stopień podporucznika został mianowany ze starszeństwem z 1 stycznia 1936 i 12. lokatą w korpusie oficerów rezerwy łączności.
W czasie II wojny światowej brał udział w kampanii wrześniowej jako dowódca plutony w 13. kompanii łączności wchodzącej w skład Armii „Prusy”. następnie poprzez Tatry i Węgry dostał się do Polskich Sił Zbrojnych na Zachodzie. We Francji objął stanowisko dowódcy plutonu łączności 11 pułku piechoty, prowadząc jednocześnie szkolenie batalionu łączności w Centrum Szkół Piechoty w Coëtquidan. Po rozpoczęciu kampanii francuskiej szkoła podchorążych utworzyła batalion bojowy, którego Zajączkowski był członkiem. 21 czerwca 1940 roku ewakuowany z Francji do Wielkiej Brytanii na pokładzie „Batorego”. Otrzymał przydział do 2 batalionu strzelców „Kratkowanych Lwiątek”, stacjonującego w Szkocji, zaraz po jego utworzeniu. W stopniu podporucznika był dowódcą plutonu łączności. Jesienią 1942 jako jeden z pierwszych zgłosił się ochotniczo do 1 Samodzielnej Kompanii Komandosów. Służbę liniową łączył z pasją dziennikarską, stając się od roku 1942 redaktorem biuletynów komandosów „Wypad” a później „Taran” (organ 2 Dywizji Pancernej). Pisał też do „Dziennika Żołnierza”.
1 stycznia 1943 roku otrzymał awans na porucznika, a w marcu 1944 za zasługi bojowe rozkazem Naczelnego Wodza awansował na kapitana. Był uczestnikiem bitwy o Monte Cassino oraz walk o Ankonę i Bolonię. Po przekształceniu Samodzielnej Kompanii Komandosów w 2 Batalion Komandosów Zmotoryzowanych objął dowództwo kompanii dowodzenia. W marcu 1945 r. przeniesiony do 2. batalionu łączności na stanowisko zastępcy dowódcy batalionu.
Po wojnie osiadł w Wielkiej Brytanii, pierwotnie w Yorku i Leeds, a od 1958 r. w Edynburgu. Początkowo pracował jako leśnik, a od 1963 r. jako nauczyciel w szkołach średnich.
Brał aktywny udział w życiu polskiej emigracji niepodległościowej. W 1951 r. był organizatorem Zjazdu Polaków w Manchesterze. Udzielał się w licznych organizacjach polonijnych, m.in. w Kole Byłych Żołnierzy 2 batalionu grenadierów „Kratkowane Lwiątka”. Organizował zjazdy koła i regularnie pisał do wydawanego przez nich kwartalnika „Wiadomości”. Jesienią 1967 został wybrany prezesem koła (połączonego z Kołem Komandosów), a w 1971 został redaktorem pisma „Wiadomości-Wypad”, przejmując obowiązki po chorym koledze, dotychczasowym redaktorze.
Zmarł w Edynburgu w 1983 i tam został pochowany na cmentarzu katolickim Mount Vernon. W środowiskach wojskowych i kombatanckich znany był pod pseudonimem „Drzewica”. Odznaczony m.in. Krzyżem Oficerskim Orderu Odrodzenia Polski, Krzyżem Walecznych i medalem Benemerenti.
Jego wspomnienia z czasów wojny, które były publikowane w „Wiadomościach”, zostały wydane (pośmiertnie) w postaci książki pt. Sztylet Komandosa. Wydano też jego autobiograficzne wspomnienia Pożegnanie z Tatrami.

## Ordery i odznaczenia
- Krzyż Oficerski Orderu Odrodzenia Polski (13 października 1983)[13]
- Krzyż Kawalerski Orderu Odrodzenia Polski (15 sierpnia 1973)[14]